# 刘星 (1914年)
刘星（1914年10月—2004年3月21日），原名刘震，男，江苏萧县（今属安徽）人，中华人民共和国政治人物，曾任第六机械工业部副部长。

## 生平
1914年10月（一说1915年、1915年10月）生于江苏省萧县。1934年9月入清华大学工学院机械系学习。1934年加入中国共产主义青年团，1936年加入中国共产党。七七事变后赴山东省参加地下工作。历任八路军6支队1团、8支队、冀鲁豫军区第3军分区、第5军分区政委，第二野战军11纵队、17军参谋长等职。1949年10月中华人民共和国成立后，历任贵阳市军管会秘书长，西南军政委员会交通部副部长，西南行政委员会财经委员会副主任等职。1954年10月后，历任国家建委委员、副主任，国家计委副主任，六机部副部长，中共新疆维吾尔自治区党委书记处书记（当时设有第一书记），中共第八机械工业总局核心小组组长，四川省人民政府副省长等职。1992年离休。2004年3月21日在成都逝世。